# Marcello Guarducci
Marcello Guarducci (Trento, 11 luglio 1956) è un ex nuotatore italiano.

## Biografia
Fu probabilmente il primo atleta italiano a conquistare una certa popolarità grazie al nuoto. Prima di lui si conoscevano Paolo Pucci, esperto nelle brevi distanze, Angelo Romani, abile nei 400 e negli 800 sl e Carlo Pedersoli, primo connazionale a nuotare i 100 sl sotto il minuto, che prenderà il nome d'arte di Bud Spencer. Dopo di questi si ricorda la tragedia di Brema, nel 1966, quando in un incidente aereo erano deceduti i componenti della nazionale.
Nativo di Trento, si trasferì a Roma, e poté esercitare la sua attività sportiva grazie al Gruppo Sportivo Carabinieri. Qualche mese prima di arruolarsi aveva già fissato il nuovo record italiano (il primo di una lunga serie). Nel 1976, alle Giochi olimpici di Montreal, raggiunse le finali dei 100 sl e delle staffette 4×100 mista e 4×200 sl, nella gara individuale entrò con il secondo tempo (51"35, a 3 centesimi dal record europeo) finendo per classificarsi quinto (con il tempo di 51"70) nella gara vinta da Jim Montgomery con il record del mondo di 49"99.
Quella che doveva essere la grande occasione di Guarducci, Mosca 1980, fu invece vanificata dal boicottaggio: furono esclusi tutti gli atleti facenti parte di organi militari. Si ripresenterà a Los Angeles 1984, per un totale di tre partecipazioni olimpiche.
Gareggiò per il Centro Sportivo dei Carabinieri dal 1975 al 1983, e fece la sua ultima apparizione in nazionale nel 1987 in Coppa Europa. Si ritira definitivamente nel 1988 e l'anno successivo diviene tecnico. È stato per diverso tempo atleta master, partecipando anche ai campionati del mondo.
Nel 2014 si candida alle elezioni europee per Scelta Europea.

## Vita privata
Fu legato sentimentalmente nella seconda metà degli anni 70 alla conduttrice e attrice Milly Carlucci. Sposato con Raffaella Livadiotti dal 21/02/1981, ha un figlio Francesco.

## Palmarès
| Giochi olimpici                   | 100 m st. libero   | 200 m st. libero          | 4×100 m st. libero               | 4×200 m st. libero             | 4×100 m mista                |
| 1972 Monaco Germania Ovest        | ---                | ---                       | 9º - 3'38"81 frazione: 54"39     | ---                            | ---                          |
| 1976 Montreal Canada              | 5º 51"70           | elim. in batteria 1'53"72 | ---                              | 8º - 7'43"39 frazione: 1'53"72 | 7º - 3'52"92 frazione: 51"96 |
| 1980 Mosca                        | non ha partecipato | non ha partecipato        | non ha partecipato               | non ha partecipato             | non ha partecipato           |
| 1984 Los Angeles Stati Uniti      | ---                | ---                       | 8º - 3'24"97 frazione: 51"53     | squal. in batteria :           | squal. in batteria :         |
| Campionati del mondo              | 100 m st. libero   | 200 m st. libero          | 4×100 m st. libero               | 4×200 m st. libero             | 4×100 m mista                |
| 1973 Belgrado Jugoslavia          | ---                | ---                       | 7º - 3'36"84 frazione: 53"62     | ---                            | ---                          |
| 1975 Cali Colombia                | 6º 52"55           | ---                       | Bronzo:3'31"85 frazione: 51"29   | ---                            | 7º - 3'56"82 frazione: 52"01 |
| 1978 Berlino Ovest Germania Ovest | 4º 51"71           | 5º 1'52"82                | 5º - 3'28"90 frazione: 51"94     | 5º - 7'34"89 frazione: 1'51"46 | ---                          |
| 1982 Guayaquil Ecuador            | ---                | ---                       | 5º - 3'24"10 frazione: 50"68     | 4º - 7'29"31 frazione: 1'52"72 | ---                          |
| Campionati europei                | 100 m st. libero   | 200 m st. libero          | 4×100 m st. libero               | 4×200 m st. libero             | 4×100 m mista                |
| 1974 Vienna Austria               | ---                | ---                       | 4º - 3'33"03 :                   | 6º - 7'49"91 :                 | ---                          |
| 1977 Jönköping Svezia             | Bronzo 52"11       | Bronzo 1'52"35            | Argento: 3'28"58 frazione: 50"37 | 7º - 7'47"21 frazione: 1'55"96 | 6º - 3'54"53 frazione: 51"24 |
| 1981 Spalato Jugoslavia           | 8º 51"82           | ---                       | 5º - 3'25"32 :                   | 4º - 7'27"92 :                 | ---                          |
| 1983 Roma Italia                  | ---                | ---                       | 5º - 3'23"83 :                   | Bronzo: 7'26"01 :              | ---                          |
| Coppa del mondo                   | 100 m st. libero   | ---                       | 4×100 m st. libero               | 4×200 m st. libero             | ---                          |
| 1979 Tokyo Giappone               | Argento 51"45      | ---                       | Argento: 3'26"33 :               | Argento: 7'33"04 :             | ---                          |
| Giochi del Mediterraneo           | 100 m st. libero   | 200 m st. libero          | 4×100 m st. libero               | 4×200 m st. libero             | 4×100 m mista                |
| 1975 Algeri Algeria               | Oro 53"07          | Oro 1'57"55               | Oro: 3'36"79 :                   | Oro: 7'57"24 :                 | Argento: 4'00"04 :           |
| 1979 Spalato Jugoslavia           | Oro 51"58          | Bronzo 1'53"81            | non disputata                    | Oro: 7'36"70 :                 | Oro: 3'53"18 :               |
| 1983 Casablanca Marocco           | Oro 51"71          | ---                       | Oro: 3'26"53 :                   | Oro: 7'34"48 :                 | Oro: 3'50"44 :               |
| Universiadi                       | 100 m st. libero   | 200 m st. libero          | 4×100 m st. libero               | 4×200 m st. libero             | 4×100 m mista                |
| 1979 Città del Messico Messico    | Oro 51"88          | ---                       | ---                              | Bronzo: 7'49"20 :              | ---                          |

### Altri risultati
Coppa latina (vengono elencate solo le gare individuali)
- 1975: Las Palmas,  Spagna

100 m stile libero: oro, 52"5
200 m stile libero: oro, 1'55"8
- 1976: Acapulco,  Messico

100 m stile libero: oro, 52"6
200 m stile libero: oro, 1'54"7
400 m stile libero: argento, 4'06"7
- 1977: Roma,  Italia

100 m stile libero: oro, 51"39
200 m stile libero: argento, 1'54"91
- 1978: San Juan,  Porto Rico

100 m stile libero: argento, 52"21
- 1979: Rio de Janeiro,  Brasile

100 m stile libero: argento, 51"24
- 1980: Madrid,  Spagna

100 m stile libero: oro, 51"83
- 1981: Basse-Terre,  Guadalupa

100 m stile libero: argento, 52"43
- 1982: Buenos Aires,  Argentina

100 m stile libero: oro, 51"46

### Campionati italiani
25 titoli individuali e 9 in staffette, così ripartiti:
- 3 nei 50 m stile libero
- 14 nei 100 m stile libero
- 7 nei 200 m stile libero
- 1 nei 400 m stile libero
- 5 nella staffetta 4×100 m stile libero
- 4 nella staffetta 4×200 m stile libero

nd= non disputato
| Anno | Edizione    | st.libero 50 m | st.libero 100 m | st.libero 200 m | st.libero 400 m | st.libero 4×100 m | st.libero 4×200 m | farfalla 100 m | mista 4×100 m |
| ---- | ----------- | -------------- | --------------- | --------------- | --------------- | ----------------- | ----------------- | -------------- | ------------- |
| 1972 | Estivi      | nd             | 3               | -               | -               | -                 | -                 | -              | -             |
| 1973 | Estivi      | nd             | 2               | 3               | -               | -                 | -                 | -              | -             |
| 1974 | Primaverili | nd             | 2               | 2               | -               | -                 | -                 | -              | -             |
| 1974 | Estivi      | nd             | 2               | 2               | -               | -                 | -                 | -              | -             |
| 1975 | Primaverili | nd             | 1               | 1               | -               | -                 | -                 | -              | -             |
| 1975 | Estivi      | nd             | 1               | 1               | -               | -                 | -                 | 3              | -             |
| 1976 | Primaverili | nd             | 1               | 1               | 1               | 1                 | 1                 | -              | 2             |
| 1976 | Estivi      | nd             | -               | -               | -               | 3                 | 2                 | -              | -             |
| 1977 | Primaverili | nd             | 1               | 1               | 3               | 3                 | -                 | -              | -             |
| 1977 | Estivi      | nd             | 1               | 1               | 3               | 3                 | -                 | -              | -             |
| 1978 | Primaverili | nd             | 1               | 2               | 3               | 3                 | -                 | -              | -             |
| 1978 | Estivi      | nd             | 1               | 1               | 2               | -                 | -                 | -              | -             |
| 1979 | Primaverili | nd             | 1               | 3               | -               | -                 | -                 | -              | -             |
| 1979 | Estivi      | nd             | 1               | 1               | 3               | -                 | -                 | -              | -             |
| 1980 | Primaverili | nd             | 1               | -               | -               | -                 | -                 | -              | -             |
| 1980 | Estivi      | nd             | 1               | -               | -               | -                 | -                 | -              | -             |
| 1981 | Primaverili | nd             | 1               | -               | -               | -                 | -                 | -              | -             |
| 1981 | Estivi      | 1              | 2               | -               | -               | -                 | -                 | -              | -             |
| 1982 | Primaverili | nd             | 1               | -               | -               | -                 | -                 | -              | -             |
| 1982 | Estivi      | 1              | -               | -               | -               | -                 | -                 | -              | -             |
| 1983 | Primaverili | nd             | 3               | -               | -               | -                 | -                 | -              | -             |
| 1983 | Estivi      | 2              | 2               | 3               | -               | -                 | -                 | -              | -             |
| 1984 | Primaverili | 1              | 1               | -               | -               | 2                 | 3                 | -              | -             |
| 1984 | Estivi      | -              | 2               | -               | -               | -                 | -                 | -              | -             |
| 1985 | Primaverili | -              | -               | -               | -               | 1                 | 1                 | -              | -             |
| 1985 | Estivi      | -              | -               | -               | -               | 1                 | 1                 | -              | 3             |
| 1986 | Primaverili | -              | -               | -               | -               | 1                 | 1                 | -              | -             |
| 1986 | Estivi      | -              | -               | -               | -               | 1                 | -                 | -              | 3             |